# Sokal
Sokal (ukrainska: Сокаль uttal (fil)) är en stad i Lviv oblast i västra Ukraina med omkring 20 000 invånare (2022). Sokal omnämns för första gången i ett dokument från år 1377.